# Tipula (Lunatipula) morrisoni
Tipula (Lunatipula) morrisoni is een tweevleugelige uit de familie langpootmuggen (Tipulidae). De soort komt voor in het Nearctisch gebied.